# 前橋東照宮
前橋東照宮（まえばしとうしょうぐう）は、群馬県前橋市に鎮座する神社である。正式名称は「東照宮」。

## 祭神
徳川家康（東照大権現）を主祭神に、木花咲耶姫、菅原道真、長壁姫を合祀している。

## 歴史
寛永元年（1624年）、結城秀康の五男である松平直基（結城松平家、松平大和守家）により、最初の領地であった越前勝山
で創建された。同家は「引っ越し大名」と呼ばれたほどに代々転封が相次いだが、それにあわせて同社も移転を続けた。寛延2年（1749年）、松平朝矩が姫路藩から前橋藩に国替えとなったが、水害により前橋城を廃棄し、明和4年（1767年）川越城へ移転した（川越藩）。東照宮も移転し、現在の社殿はこの時期に川越で造営されたものである。以後は代官に前橋を治めさせていたが、慶応3年（1867年）、松平直克が念願の前橋復帰を果たした。東照宮も社殿を解体して前橋に移転をはかったが、幕末の混乱により再建は明治4年（1871年）となった。
江戸時代初期の前橋藩主酒井重忠は天満宮を創建し、酒井氏時代から長く崇敬されていた。これを明治4年に合祀したものである。また、明治31年（1898年）には長壁神社も合祀された。

### 長壁姫伝説
元姫路藩主でもあった松平朝矩は、姫路城天守閣で長壁姫を祀る長壁神社を奉遷し、前橋城の守護神とすべく城内未申の方角（裏鬼門）に建立した。水害で川越城への移転が決まったところ、朝矩の夢枕に長壁姫が現れ、川越へ神社も移転するように願ったという。しかし朝矩は、水害から城を守れなかったと長壁姫を詰問し、長壁神社をそのままに川越城へ移った。その直後に朝矩が若死にしたのは長壁姫の祟りといわれる。

## 文化財
前橋市指定文化財
- 前橋藩主松平家能装束・陣羽織・軍配

## 主な行事
- 例祭 - 4月17日（家康の命日）
- 月次祭 - 毎月17日